# Арі Оулафссон
Арі Оулафссон (ісл. Ari Ólafsson, ісл. вимова: [ˈaːrɪ ˈouːlafsɔn]; нар. 21 травня 1998, Рейк'явік, Ісландія) — ісландський співак. Представник Ісландії на пісенному конкурсі «Євробачення-2018» з піснею «Our Choice».